# Enrique Álvarez Córdova
Enrique Álvarez Córdova (4 de marzo de 1930 - 27 de noviembre de 1980) fue un empresario y político salvadoreño.
Nacido en el seno de una familia terrateniente, realizó estudios de administración y negocios en la Universidad Rutgers en Nueva Jersey, Estados Unidos. Fue asesor económico, viceministro y ministro de agricultura en los gobiernos de Fidel Sánchez Hernández y Arturo Armando Molina, defendiendo la necesidad de una reforma agraria para mejorar la situación del campesinado. Una de sus motivaciones fue su experiencia personal de interacción con los campesinos en su hacienda "El Jorobado".

## Inicios
El fracaso de un proyecto legislativo de transformación agraria por la oposición de la élite terrateniente en 1976 lo motivó a adherirse a postulados de izquierda, adoptando una postura crítica respecto a los gobiernos militares que dirigían el país desde 1931 en alianza con los grandes propietarios del sector cafetalero. En octubre de 1979, después del golpe de estado contra el presidente Carlos Humberto Romero, Álvarez Córdova se incorporó al gabinete de la Junta Revolucionaria de Gobierno, ocupando nuevamente el cargo de Ministro de Agricultura con el compromiso de implementar medidas de reforma agraria para modificar la tenencia de la tierra en beneficio de los campesinos pobres. Sin embargo, la iniciativa fue retardada por lo que Álvarez Córdova renunció en diciembre del mismo año y pasó a la oposición.
A principios de 1980, Álvarez Córdova se unió a un grupo de jóvenes de clase media para fundar el Movimiento Independiente de Profesionales y Técnicos de El Salvador (MIPTES), siendo el presidente de esta organización, la cual se integró en abril de 1980 al Frente Democrático Revolucionario (FDR), una coalición de grupos opositores de izquierda, cuya dirección también fue asumida por Álvarez Córdova. 

## Asesinato
El 27 de noviembre de 1980 durante una reunión de dirigentes del FDR realizada en el Colegio Externado de San José de San Salvador, Álvarez Córdova fue secuestrado junto a otros miembros de esta coalición, por un comando armado de los Escuadrones de la Muerte denominado "Brigada Anticomunista Maximiliano Hernández Martínez". Al día siguiente, los dirigentes del FDR, incluyendo a Álvarez Córdova, fueron encontrados asesinados y con signos de tortura en las afueras de San Salvador. El FMNL se pronunció por los asesinatos, publicó un comunicado donde se pronunció por la muerte de sus militantes, advirtiendo el aumento de sus actividades.

### Legado
En 2009, el presidente Mauricio Funes, primer gobernante electo como candidato de un partido de izquierda en El Salvador, designó al Centro Nacional de Tecnología Agropecuaria (CENTA), agencia gubernamental de asistencia técnica a los campesinos, con el nombre de "Enrique Álvarez Córdova" en homenaje a la memoria de este líder político. Ese mismo año, el académico John Lamperti publicó una biografía de Álvarez Córdova titulada: "Vida de un salvadoreño revolucionario y caballero".